# Raúl Aparicio
Raúl Aparicio (* 1913 in Cruces, Provinz Las Villas; † 3. Januar 1970 in Havanna) war ein kubanischer Journalist und Schriftsteller.

## Leben
Aparicio absolvierte seine Schulzeit in Cienfuegos und Santa Clara. Anschließend begann er an der Universität von Havanna u. a. Literatur- und Politikwissenschaft zu studieren. 1940 konnte er dieses Studium erfolgreich abschließen. 
Im Anschluss daran unternahm er ausgedehnte Reisen nach Argentinien, Kanada, Peru, Uruguay und in die USA. Als Journalist schrieb er u. a. für die Zeitung „Guía“ und leitete später diese als verantwortlicher Chefredakteur. Er war Mitglied der Union de escritores y artistas de Cuba (UNEAC). 
Aparicio starb mit 57 Jahren am 3. Januar 1970 in Havanna und fand dort auch seine letzte Ruhestätte. 

## Ehrungen
- 1966 Premio de Biografía Enrique Piñeiro (UNEAC) für Hombradía de Antonio Maceo

## Werke (Auswahl)
- Hombradía de Antonio Maceo. UNEAC, Havanna 1975.
- Diez pintores del mundo Editorial Selecta, Havanna 1945 (zusammen mit Felipe Orlando).
- Hijos del tiempo. cuentos. Editorial Saledo, Havanna 1964.
- Espejos de Alinde. Cuentos. UNEAC, Havanna 1968.